# Flush, vita di un cane
Flush, vita di un cane (titolo originale Flush: A Biography) è una biografia immaginaria romanzata scritta da Virginia Woolf, pubblicata nel 1933. Il protagonista, Flush appunto, è un cocker spaniel dal pelo fulvo di proprietà di una donna d'eccezione, la poetessa Elizabeth Barrett Browning.
Attraverso l'ottica di Flush, la Woolf ci racconta la vita della poetessa inglese Barret: dalla sua malattia, al matrimonio col poeta Robert Browning, alla fuga in Italia, alla nascita di Pen, figlio dei due poeti.

## Edizioni italiane
- Flush, una biografia, traduzione di Alessandra Scalero, Collana Medusa, Milano, Arnoldo Mondadori Editore, 1934. - Milano, La Tartaruga, 1979-2008; Milano, Edizioni Scolastiche Bruno Mondadori, 1992-1995; Milano, Dalai Editore, 2010; Milano, Baldini + Castoldi, 2014.
- Flush. Una biografia, A cura di Chiara Valerio, Collana Narrativa, Nottetempo, 2012, ISBN 978-88-745-2343-6. - Collana ET Scrittori, Torino, Einaudi, 2025, ISBN 978-88-062-6808-4.
- Flush, traduzione di Cristina Verrienti, Collana Raggi, Roma, Elliot, 2017, ISBN 978-88-699-3323-3.
- Flush. Vita di un cane, a cura di Rossana Silvia Pecorara, Voce in Capitolo, 2018, ISBN 978-88-999-6116-9.
- Flush, una biografia, traduzione di Paola Artioli, Roma, Theoria, 2019, ISBN 978-88-999-9774-8.
- Flush. Biografia di un cane, traduzione di Iolanda Plescia, Illustrazioni di Iratxe Lopez de Munáin, Milano, Feltrinelli, 2019, ISBN 978-88-070-3365-0. - Introduzione di Nadia Fusini, Collana UEF. I Classici, Milano, Feltrinelli, 2021.